# Cabanyal-Canyamelar
Cabanyal-Canyamelar (nom officiel en valencien ; en castillan Cabañal-Cañamelar), plus couramment El Cabanyal, est un quartier périphérique de la ville de Valence, en Espagne, appartenant au district des Poblats Marítims.
Il est situé à l'est de la ville et est bordé au nord par La Malva-rosa, à l'est par la mer Méditerranée, au sud par El Grau et à l'ouest par Aiora, Illa Perduda et Beteró.
Il s'agit d'un ancien quartier maritime de la ville de Valence qui, entre 1837 et 1897, constitue une municipalité indépendante appelée Pueblo Nuevo del Mar (en castillan ; El Poble Nou de la Mar en valencien). Son quadrillage particulier provient de l'alignement des anciennes casernes parallèlement à la mer. Principalement un village de pêcheurs, il devient rapidement une zone d'intérêt pour le tourisme, le repos et les loisirs.
Sa population en 2022 était de 19 201 habitants.

## Histoire
Historiquement, El Cabanyal est d'une petite localité essentiellement peuplée de marins.
La zone se développe autour de trois pôles : le groupes des habitations situées au nord, connues sous le nom de Cap de França,  celui au sud, plus peuplé, prenant le nom de Cabanyal, tandis qu'un troisième secteur est nommé El Canyamelar, tirant son nom de la culture de la canne à sucre (en valencien canyamel), qui y a été cultivée jusqu'au milieu du XVIIIe siècle. Depuis lors, la croissance est continue et simultanée dans les trois noyaux, qui finissent par ne former qu'un seul noyau au milieu du XIXe siècle.
Avec une population d'extraction sociale modeste, le quartier dispose d'une identité collective forte, produit de sa situation géographique, clairement délimitée dans l'ensemble de la ville, de son histoire comme municipalité indépendante jusqu'à la fin du XIXe siècle, de l'utilisation majoritaire du catalan local face à une ville progressivement castillanisée et d'une mémoire historique fondée sur la consolidation de références symboliques de l'identité collective, comme ses propres rituels festifs différenciés (la Setmana Santa Marinera,  « Semaine Sainte marinière »), une architecture moderniste locale ou l'enracinement social du club de football Levante UD, en contraposition avec le Valencia CF, majoritairement supporté dans le reste de Valence.
La localisation du quartier à l'écart du centre-ville, la configuration de ses maisons, pour la plupart de plain-pied ou à un seul étage, et les rues, parallèles et avec des passages, ont contribué à développer une sociabilité dense où la rue a occupé une place prépondérante dans la construction d'une identité de quartier. Une conséquence de cela est une vie associative intense, avec des associations liées aux fêtes, à différentes tâches comme celles des femmes au foyer ou des retraités, et d'autres revendicatives, comme des associations de quartier, auxquelles il faut ajouter l'Ateneu Cultural (« Athénée culturel »), les groupes de musique traditionnels, les confréries de la Semaine Sainte ou les casals fallers (association participant aux fallas),.
El Cabanyal dispose d'un réseau urbain caractéristique et unique dans la ville de Valence dans son ensemble, composé de rues longues et étroites, parallèles à la ligne littorale, qui contrastent sur la carte avec celui d 'une ville qui s'est développée fondamentalement sur la base de cercles concentriques, le quartier a été déclaré ensemble historico-artistique en 1978 ; en 1988, le PGOU de Valence (équivalent d'un plan local d'urbanisme) le déclare ensemble historique protégé ; en 1993, la Généralité valencienne le déclare bien d'intérêt culturel ; enfin, en 2007, il est déclaré bien d'importance locale (es) (protection patrimoniale propre à la Généralité valencienne).
Ces mesures s'avèrent néanmoins insuffisantes pour protéger le quartier, qui se trouve dans une situation d'extrême détérioration imputée à la gestion municipale, accompagnée d'une conflictualité sociale croissante, causée par le projet du conseil municipal de détruire une grande partie du quartier en prolongeant l'avenue de Blasco Ibáñez jusqu'à la mer, une opération de développement urbain qui supposerait la démolition d'un nombre important de logements (plus de mille-cinq-cents) et le déplacement de nombreux résidents hors du quartier. Ces projets institutionnels suscitent la réaction d’une partie de la population contre une politique accusée de conduire à la désidentification et la déshumanisation du quartier, qui s'organise à partir de la fin XXe siècle autour de l'association Salvem el Cabanyal (ca), (« Sauvons El Cabanyal »).

## Personnalités liées
- José Ballester Gozalvo (1893-1970), né dans le quartier, professeur, avocat, journaliste, homme politique et député espagnol, exilé en France après la guerre d'Espagne.